# Ивановка (Покровский район)
Ива́новка (укр. Іванівка) — село на Украине, находится в Покровском районе Донецкой области.
Код КОАТУУ — 1422781601. Население по переписи 2001 года составляет 669 человек. Телефонный код — 623.